# Cyrtonastes grandis
Cyrtonastes grandis é uma espécie de artrópode pertencente à família de besouros Chrysomelidae..